# Jesús del Cerro
Jesús del Cerro Martinez (n. 26 octombrie 1969, Madrid, Noua Castilie⁠(d), Spania) este un regizor spaniol și producător de film.

## Filmografie

### Regizor
- La isla de la tortuga (1998)
- Cu un pas înainte (2007)
- Contra timp (2008)
- Carlitos are șansa vieții (Carlitos y el campo de los sueños) (2008)
- Ho Ho Ho (2009)[3]
- Contra timp 2 (2009)
- Nașa (2011)
- S-a furat mireasa (2012)
- Ho Ho Ho 2: O loterie de familie (2012)
- Mamaia (2013)
- Sunt însărcinată în România (2016)
- Hawaii (2017)[3]
- Vlad (sezoanele 1– 3) (2019)[3]
- Miami Bici (2020)[3]
- Ramon (2023)[3]